# Éva Erdős
Éva Erdős (Budapeste, 28 de julho de 1964) é uma ex-handebolista profissional húngara, medalhista olímpica.
Éva Erdős fez parte do elenco medalha de bronze em Atlanta 1996, com 4 jogos e 6 gols.